# Kapai Baro
Kapai Baro is een bestuurslaag in het regentschap Aceh Timur van de provincie Atjeh, Indonesië. Kapai Baro telt 462 inwoners (volkstelling 2010).